# Боровский, Каспер
Ка́спер Боро́вский (пол. Kasper Borowski, 6 января 1802 — 15 января 1885, Плоцк) — польский римско-католический священнослужитель, луцко-житомирский епископ (3.07.1848 — 15.03.1883), позже епископ-ординарий плоцкий (16.03.1882 — 15.01.1885). Профессор Духовной Академии в Вильно и Санкт-Петербурге. Доктор теологии и канонического права, патролог.

## Биография
Обучался в доминиканских, иезуитских и миссионерских школах, высшее богословское образование получил в 1823—1827 годах в Высшей полоцкой школе пиаров. В совершенстве знал греческий и латинский языки.
В 1827 году поступил в Главную семинарию в Вильно. Иерейское рукоположение принял 4 апреля 1831 года, после чего служил викарием в Режице, затем — настоятелем немецкой колонии Йозефстале под Одессой.
В 1835 году начал преподавать Священное Писание в Виленской Академии. Получил степень доктора теологии и канонического права. В 1839 году возглавил кафедру права и истории Церкви, на которой работал до перевода в Императорскую Римско-католическую духовную академию в Санкт-Петербурге.
При содействии своего семинарский коллеги, могилевского архиепископа Игнатия Головинского, 3 июля 1848 года был назначен епископом луцко-житомирской епархии. 18 декабря 1848 года состоялось рукоположение Каспара Боровского в епископа, которое совершил титулярный епископ Гермополиса Великого Антоний Мельхиор Фиялковский. Руководство диецезом принял 27 февраля 1849 года. Будучи пастырем Луцко-Житомирским, развил энергичную пастырскую и административную деятельность. Расширил духовную семинарию в Житомире, занялся восстановлением старых и строительством новых костëлов, часто посещал приходы своей епархии. Издал ряд пастырских посланий, в которых отразилась забота развитии духовной жизни прихожан:
- «Пастырское послание … при принятии руководства своей диецезией 1849» (Санкт-Петербург, 1849),
- «Пастырское послание о пасхальной исповеди» (Житомир, 1850),
- «Пастырское послание об обязанностях, жизни, достоинстве человека и его отношении к Богу» (Вильно, 1854),
- «Пастырское послание … о таинстве покаяния» (1855),
- «Пастырское послание … пасторальная инструкция об исповеди» (1855),
- «Пастырское послание о фальшивых науках, извращают истинную веру» (Житомир, 1864).

Часть работ издал под псевдонимом А. Хвалибога, среди них:
- «Малый Катехизис А. Хвалибога» (Вильно, 1860) и «Римско-католический Катехизис, то есть христианская наука А. Хвалибога» (Житомир 1860).

Кроме того, опубликовал собственные переводы посланий старейших Отцов Церкви.
С 1866 года руководил также упраздненной властями Каменецкой диецезии.
Епископ К. Боровский поддерживал хорошие отношения с российскими властями и пользовался у них доверием, доказательством чего был ряд наград и факт, того что только Боровскому в 1862 году позволили выехать за пределы Российской империи на съезд епископов в Риме по случаю канонизации японских мучеников. Хорошие отношения, однако, не спасли его от конфликтов с российскими властями в период попытки русификации католических богослужений. Епископ К. Боровский энергично противостоял попыткам введения русского языка в богослужения, не принял «требников» на русском языке. Не поддавшегося уговорам и угрозам Боровского в 1869 году сослали в Пермь. Освободили его из ссылки только через тринадцать лет в 1882 году. Однако не позволили вернуться в своею епархию.
В 1883 году он уехал в Плоцк, где был назначен епископом-ординарием.
Умер 15 января 1885 года.
Польский историк Валериан Харкевич писал о нëм :

«Образцовый священник и добросовестный человек, никакого дела не боялся, отличался выносливостью и исключительной тщательностью. Не одаренный ни красноречием, ни знатным писательским талантом, он умел с помощью искреннего слова, а тем более с помощью примера, жертвенной жизнью объединять человеческие сердца. Борьбы: религиозной, политической, литературной — избегал, хотя столько раз находился на переднем рубеже этой борьбы, однако не признавал компромисса с совестью».— Borowski Kasper. W: Polski Słownik Biograficzny. T. 2